# Dovyalis longispina
Dovyalis longispina är en videväxtart som först beskrevs av William Henry Harvey, och fick sitt nu gällande namn av Otto Warburg. Dovyalis longispina ingår i släktet Dovyalis och familjen videväxter. Inga underarter finns listade i Catalogue of Life.

## Bildgalleri

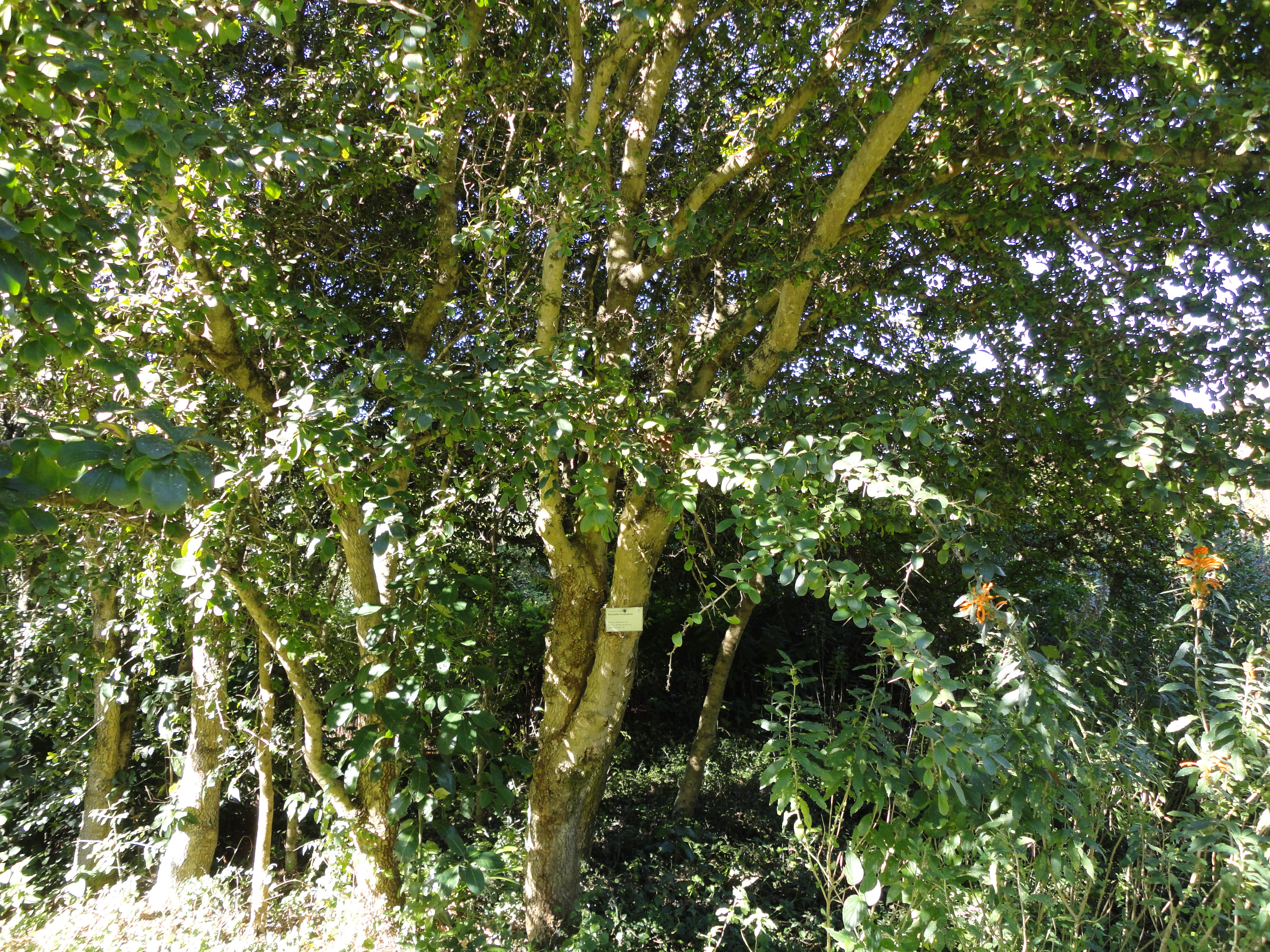